# Anopheles acanthotorynus
Anopheles acanthotorynus este o specie de țânțari din genul Anopheles, descrisă de William H.W. Komp în anul 1937. Conform Catalogue of Life specia Anopheles acanthotorynus nu are subspecii cunoscute.